# Scopelarchidae
Famille
Les Scopelarchidae forment une famille de poissons abyssaux de l'ordre des Aulopiformes.

## Liste des genres et espèces
Selon World Register of Marine Species (14 août 2010) et ITIS (14 août 2010) :
- genre Benthalbella Zugmayer, 1911
- genre Rosenblattichthys Johnson, 1974
- genre Scopelarchoides Parr, 1929
- genre Scopelarchus Alcock, 1896

Selon FishBase (14 août 2010) :
- genre Benthalbella
  - Benthalbella dentata (Chapman, 1939)
  - Benthalbella elongata (Norman, 1937)
  - Benthalbella infans Zugmayer, 1911
  - Benthalbella linguidens (Mead & Böhlke, 1953)
  - Benthalbella macropinna Bussing & Bussing, 1966
- genre Rosenblattichthys
  - Rosenblattichthys alatus (Fourmanoir, 1970)
  - Rosenblattichthys hubbsi Johnson, 1974
  - Rosenblattichthys nemotoi Okiyama & Johnson, 1986
  - Rosenblattichthys volucris (Rofen, 1966)
- genre Scopelarchoides
  - Scopelarchoides climax Johnson, 1974
  - Scopelarchoides danae Johnson, 1974
  - Scopelarchoides kreffti Johnson, 1972
  - Scopelarchoides nicholsi Parr, 1929
  - Scopelarchoides signifer Johnson, 1974
- genre Scopelarchus
  - Scopelarchus analis (Brauer, 1902)
  - Scopelarchus guentheri Alcock, 1896
  - Scopelarchus michaelsarsi Koefoed, 1955
  - Scopelarchus stephensi Johnson, 1974